# 貪食短吻獅子魚
貪食短吻獅子魚，為輻鰭魚綱鮋形目杜父魚亞目獅子魚科的其中一種，分布於東北太平洋阿留申群島的烏納拉斯卡島海域，棲息深度494-641公尺，為深海底棲性魚類，體長可達6.4公分，屬肉食性，生活習性不明。

## 擴展閱讀
維基物種上的相關：貪食短吻獅子魚